# SCM Universitatea Craiova
Clubul Sportiv Municipal Universitatea Craiova este o organizație sportivă din Craiova, România. În cadrul clubului sportiv funcționează 3 secții: baschet, handbal și volei. 

## Secțiunea de baschet masculin
În sezonul 2018-2019, SCM U Craiova a terminat pe locul patru. Echipa a jucat în sezonul 2013-2014 în Liga Balcanică.

## Secțiunea de handbal feminin
S.C.M. Craiova a câștigat Cupa EHF ediția 2018.
- Cupa Cupelor:
  - Optimi: 2016
- Cupa EHF:
  -  Câștigătoare: 2018
- Liga Națională:
  -  Locul 2: 2018
- Cupa României:
  -  Finalistă: 2017
  -  Medalie de bronz: 2015
  - Semifinalistă: 2014
- Supercupa României:
  -  Finalistă: 2017

## Secțiunea de volei masculin
- Divizia A1:
  - Câștigători (1): 2016
  - Locul al doilea (4): 2013, 2017, 2020, 2021
  - Locul III (4): 2015, 2019, 2022, 2025

- Cupa României:
  - Câștigători (1): 2023
  - Al doilea loc (2): 2021